# Peribaea jepsoni
Peribaea jepsoni là một loài ruồi trong họ Tachinidae.